# Тубероеруптивни ксантом
Тубероеруптивни ксантом (ТЕК) је врста ксантома из групе туберозних и тубероеруптивне ксантома, који се могу јавити  подједнако код деце и код одраслих. ТЕК се као формиране лезија/чворови на кожи јављају због низа ретких метаболичких поремећаја као што су породична дисбеталипопротеинемија и секундарна хиперлипидемија. Промене се углавном формирају око зглобова лактова и колена и на задњици, а ређе у другим областима тела. Лезије коже су доброчудне (бенигне), али могу представљати озбиљан козметички проблем (посебно код жена).

## Опште информације
Тубероеруптивни ксантоми су дермалне папуле са инфламаторном компонентом, док су туберозни ксантоми веће, неинфламаторне лезије које се могу проширити изван дермиса до поткожног ткива. Описано је да се тубероеруптивни ксантоми спајају у гомољасте нодуле.
Иако нису патогномонични за било коју специфичну хиперлипопротеинемију, туберозни и тубероеруптивни ксантоми су најчешће повезани са породичном дисбеталипопротеинемијом, тип 3. Код овог поремећаја тубероеруптивни ксантоми се развијају на лактовима. Када се посматра у комбинацији са ксантомима палмарног прегиба (кантхома стриатум палмаре), дијагноза породичне дисбеталипопротеинемије типа 3 је практично сигурна.
Остала стања повезана са туберозним ксантомима укључују породичну хомозиготну хиперхолестеролемију, церебротендинозну ксантоматозу и б-ситостеролемију. Код пацијената са хомозиготном породичном хиперхолестеролемијом, туберозни ксантоми прате патогномоничне интертригинозне ксантоме. Код церебротендинозне ксантоматозе, пацијенти ће имати констелацију симптома укључујући: ксантоме гомоља и тетива, неуролошке дисфункције и катаракту.

## Дијагноза
Дијагноза кожних ксантома укључује одређивање типа ксантома и основног узрока кроз анамнезу пацијента, физички преглед и релевантне лабораторијске студије. Често класична жута или жуто-црвена боја и дистрибуција еруптивних, туберозних и равних ксантома омогућавају претпостављену дијагнозу. Корелација клиничког и патолошког налаза потврђује дијагнозу.

## Терапија
У већини случајева, терапија се заснива на збрињавању основног стања кроз контролу исхране, вежбе и лекове на рецепт. 
Ксантоми се могу лечити ласерском терапијом или операцијом, ако је то потребно

## Прогноза
Прогноза за тубероеруптивни ксантом је добра уз одговарајући третман основног стања које узрокује лезије коже. Међутим, постоји могучност за рецидив након третмана, ако се нивои липида не држе под контролом.